# 春日神社 (掛川市)
春日神社（かすがじんじゃ、英語: Kasuga Jinja）は、静岡県掛川市の神社である。近代社格制度における社格は村社。

## 概要
静岡県掛川市中方に鎮座する神社である。建御雷命、天児屋根命、斎主命の3柱を祀っており、中方の住民を氏子としている。佐束川の畔に立地しており、神木である巨大なクスノキがシンボルとなっている。

## 祭神
- 建御雷命[3]
- 天児屋根命[3]
- 斎主命[3]

## 歴史

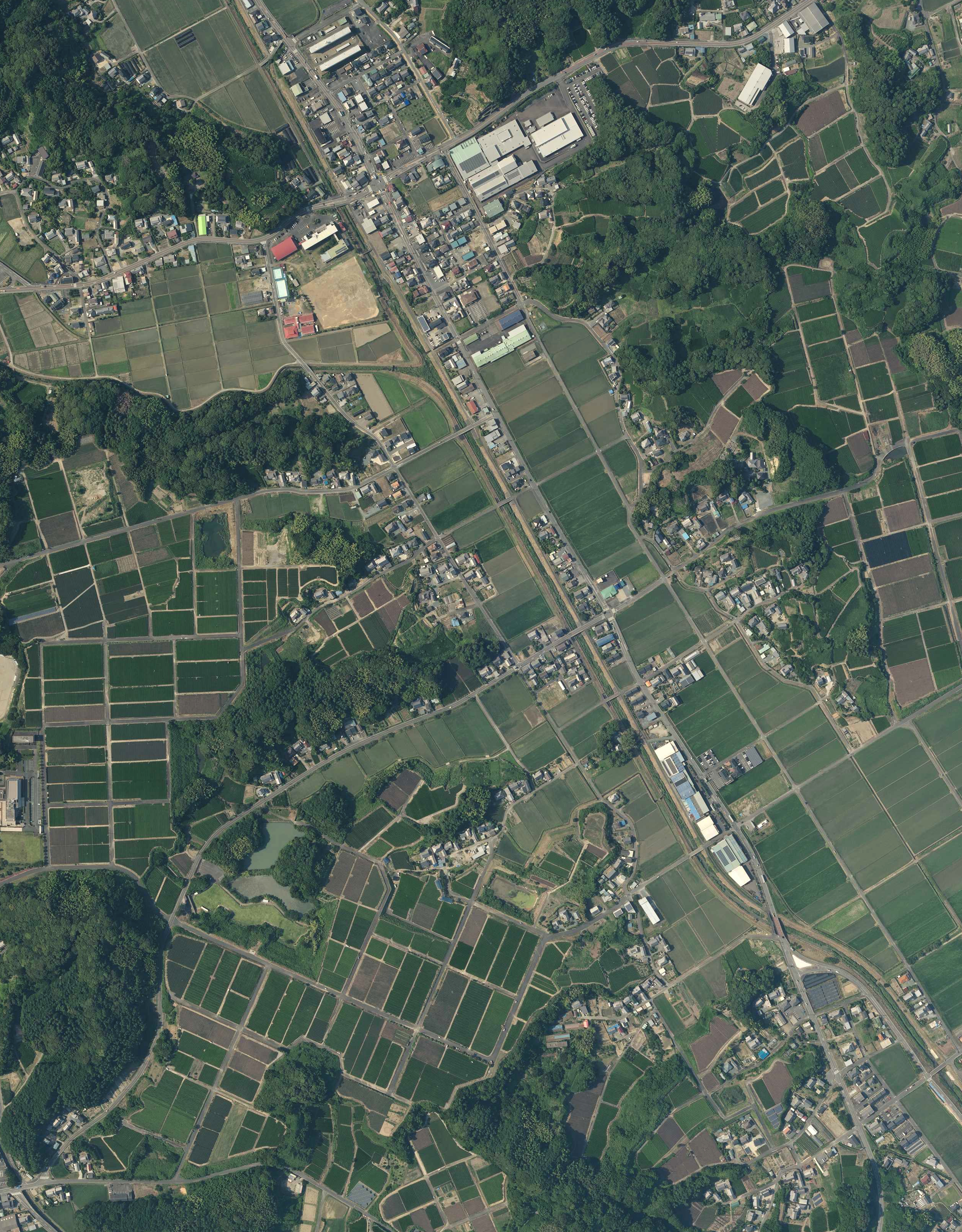
氏子区域である静岡県掛川市中方の航空写真（2020年6月16日）。春日神社は中方の中央に位置している

創建は室町時代にまで遡るといわれている。1415年（旧暦応永22年）、後藤氏の先祖である後藤肥後守藤原好秀の嫡子たる俵藤太秀郷が、南都春日社から建御雷命、天児屋根命、斎主命の3柱を勧請して創建したと伝えられている。それ以来、遠江国城飼郡佐束村の中方の地に鎮座する。その後、秀郷の末裔である後藤民部少輔家長が、夜宮祭を毎年10月15日に執り行うこととし、祭祀の振興を図った。さらに、1462年（旧暦寛正3年8月）には供田を約10町寄進し、天長地久と武運長久を祈願した。
江戸時代に入ると、1677年（旧暦延宝5年9月）には神殿が再建された。1828年（旧暦文政11年8月）には造替が行われた。
明治時代に入ると、1870年（旧暦明治3年）に造替が行われた。さらに1891年（明治24年）冬には神殿を銅葺にしたうえで、1912年（明治45年）には拝殿を改築して瓦葺とした。なお、近代社格制度が導入されると、村社に列した。
昭和時代に入ると、1977年（昭和52年）10月に神殿の改修が行われた。なお、春日神社の鎮座する中方の地は、のちに静岡県小笠郡城東村に属することになった。城東村は大浜町と合併することになり、1973年（昭和48年）に大東町が設置された。その際、大東町に鎮座する神社十数社の祭日を、10月9日に統一することになった。春日神社においても、従来は10月15日を例祭日としていたが、町内の他の神社に合わせて10月9日に変更された。

## 境内
末社として、黒取神社、秋葉神社、弁財天、浅間神社、天伯神社、金刀比羅神社、津島神社など9社が境内に祀られている。

## 祭事・年中行事
10月9日、および、10月10日に例祭が執り行われていた。大東町に鎮座する神社は祭日を10月9日に統一したことから、当日は町内の小学校や中学校は休校となり、町全体での盛大な祭典となっていた。春日神社でも本殿で神事が行われ、中方の地を山車が巡行する。その後、2000年（平成12年）にハッピーマンデー制度が導入され、体育の日が10月10日から10月の第2月曜日に変わったため、それに伴い祭典のスケジュールも変更されている。
そのほか、1月1日には歳旦祭、2月11日には建国祭、10月9日には七五三詣、11月23日には新穀感謝祭が執り行われていた。また、特徴的な祭祀として、学問の神の神徳を授かる祭祀が挙げられる。2月の最終日曜日には大学高校入学祈願祭が執り行われており、4月の第1日曜日には入園入学祈願祭が執り行われていた。その際には、中方の氏子だけでなく、他の地域からも参詣者が訪れていた。

## 文化財
境内のクスノキは樹齢400年以上と推定されており、樹高は20メートルに達する。1990年（平成2年）4月6日、大東町教育委員会により町の天然記念物に指定された。大東町が掛川市となってからも、引き続き「春日神社クスノキ」として市の天然記念物に指定されている。かつては子供たちの格好の遊び場となっており、このクスノキに攀じ登って隣接する佐束川に飛び込むという度胸試しが行われていた。ただし、当時は佐束川に堰が設けられており、水深がかなり深かったためにできた遊びである。その後は佐束川の水深も浅くなっており、このような遊びは行われていない。
また、山岡鉄舟の書が遺されている。春日神社の神額も、鉄舟の書によるものである。

## 氏子区域
- 静岡県掛川市中方

## 略歴
- 1415年 - 創建[6]。
- 1677年 - 神殿再建[6]。
- 1828年 - 造替[6]。
- 1870年 - 造替[6]。
- 1891年 - 神殿葺替[6]。
- 1912年 - 拝殿改築[6]。
- 1977年 - 神殿改修[6]。

### 註釈
1. ↑  遠江国城飼郡は、平安時代以降は城東郡とも表記されるようになり、近世以降は専ら城東郡と表記される。
2. ↑  遠江国城飼郡佐束郷は、高瀬村、小貫村、中方村、岩滑村で構成されていた。佐束郷のうち高瀬村、小貫村、中方村に該当する領域が、のちに佐束村に移行した。江戸時代に入ると、佐束村は分割されることになり、寛永2年に高瀬村、小貫村、中方村が設置された。明治時代に入ると、高瀬村、小貫村、中方村は再び合併することになり、1889年に佐束村が設置された。昭和時代に入ると、佐束村は岩滑村と合併することになり、1943年に新制佐束村が設置された。これにより、佐束村はかつての佐束郷とほぼ同一の範囲となった。その間、春日神社は一貫して中方を氏子地域としていた。
3. ↑  静岡県小笠郡大東町は、旧掛川市、大須賀町と合併し、2005年に掛川市が設置された。

## 関連人物
- 藤原秀郷
- 山岡鉄舟